# FIGlet
FIGlet — компьютерная программа, генерирующая текстовый баннер с буквами, составленными из букв (см. ASCII art). Название составлено из букв фразы «Frank, Ian and Glen's letters».
Будучи свободным программным обеспечением, FIGlet обычно включают в множество дистрибутивов UNIX-подобных операционных систем (Linux, BSD, и др.), но также было портировано на множество платформ.
Официальный FIGlet FTP сервер содержит двоичные образы программы для платформ: Acorn, Amiga, Apple II, Atari ST, BeOS, Macintosh, MS-DOS, NextStep, OS/2 и Windows, так же реализацию для Perl (Text::FIGlet). Так же есть неофициальная реализация FIGlet на языке Java (включая встроенный в JavE ASCII art редактор), JavaScript и PHP. FIGlet был показан как пакет дня для Debian 2007.

## Режимы
FIGlet может читать стандартный поток ввода или принимать сообщение как часть командной строки. Вывод происходит в стандартный поток вывода.
Некоторые аргументы запуска:
- -f для выбора файла шрифта.
- -d для смены каталога со шрифтами.
- -c расположить вывод по центру.
- -l расположить вывод слева.
- -r расположить вывод справа.
- -t установить ширину вывода по ширине терминала.
- -w определить ширину вручную.
- -k включить кернинг, печать каждого символа отдельно, вместо объединения соседних букв.

## Примеры
Пример вывода программы приведен ниже
```
__        ___ _    _                _ _       
\ \      / (_) | _(_)_ __   ___  __| (_) __ _ 
 \ \ /\ / /| | |/ / | '_ \ / _ \/ _` | |/ _` |
  \ V  V / | |   <| | |_) |  __/ (_| | | (_| |
   \_/\_/  |_|_|\_\_| .__/ \___|\__,_|_|\__,_|
                    |_|                       

```

Пример вывода с аргументами figlet -ct -f roman Wikipedia
```
oooooo   oooooo     oooo  o8o  oooo         o8o                             .o8   o8o            
 `888.    `888.     .8'   `"'  `888         `"'                            "888   `"'            
  `888.   .8888.   .8'   oooo   888  oooo  oooo  oo.ooooo.   .ooooo.   .oooo888  oooo   .oooo.   
   `888  .8'`888. .8'    `888   888 .8P'   `888   888' `88b d88' `88b d88' `888  `888  `P  )88b  
    `888.8'  `888.8'      888   888888.     888   888   888 888ooo888 888   888   888   .oP"888  
     `888'    `888'       888   888 `88b.   888   888   888 888    .o 888   888   888  d8(  888  
      `8'      `8'       o888o o888o o888o o888o  888bod8P' `Y8bod8P' `Y8bod88P" o888o `Y888""8o 
                                                  888                                            
                                                 o888o                                           

```